# ミンデンの戦い
ミンデンの戦い（英：Battle of Minden、独：Schlacht bei Minden）は七年戦争（1756年-1763年）中の1759年8月1日、現在のノルトライン＝ヴェストファーレン州に1719年から1807年まで存在したプロイセンの行政区画、ミンデン＝ラーフェンスベルクのミンデン要塞付近で生起した戦闘である。そこでフェルディナント・フォン・ブラウンシュヴァイク＝ヴォルフェンビュッテル大将率いるイギリス、プロイセン、ブラウンシュヴァイク＝リューネブルク（ハノーファー選帝侯領）及びヘッセン＝カッセル各国の連合軍がフランス元帥、コンタード侯ルイ・ジョルジュ・エラスム指揮下のフランス＝ザクセン連合軍と衝突した。戦いは数時間後、ハノーファー側連合軍（以下「連合軍」）の決定的な勝利とフランス側連合軍（以下「フランス軍」）の退却で幕を閉じた。
これによってブラウンシュヴァイク公はフランスに脅かされた領土の併合を阻み、イギリスにとって成果の大きかったこの戦争の帰結に大いに貢献した。

## 背景
1748年10月18日に結ばれたアーヘンの和約は、8年以上に亘ったオーストリア継承戦争（1740年-1748年）に終止符を打った。これにより、北アメリカおよびインドの植民地で繰り広げられていたイギリスとフランスの戦争も終わる。ヨーロッパの係争地で、かつてハプスブルク君主国が領有していたシュレーズィエンはプロイセン領と認められた。しかし根本的な対立は残り、事態は1755年に再び緊迫する。オハイオ川の渓谷ではイギリスとフランスが再び衝突し、オーストリアの宰相、カウニッツ伯の主導で神聖ローマ皇帝を頂くハプスブルク君主国（オーストリア）はプロイセンに対抗し、フランス及びロシアと結んだのである。
1756年5月、フランスとイギリスの間で戦争が勃発すると8月には中央ヨーロッパでもプロイセンのザクセン進攻に伴い、戦端が開かれた。同年1月16日のウェストミンスター条約以降、イギリスとプロイセンは同盟国だったのである。同条約では、イギリスが経済的に弱体なプロイセンを補助金で支援する一方、プロイセンはイギリスに対しハノーファー選帝侯領の軍事的な保護を保証していた。ハノーファーは同君連合を通じてハノーファー選帝侯でもあったイギリス国王、ジョージ2世（1683年-1760年）の故郷であった。プロイセンをフランスに対する戦争に巻き込んだのは、何よりもこのような事情である。この戦争におけるフランスの対イギリス戦略は、ハノーファー選帝侯領を占領し、後の和平交渉で植民地の獲得と引き換えにするための担保を得ることにあった。

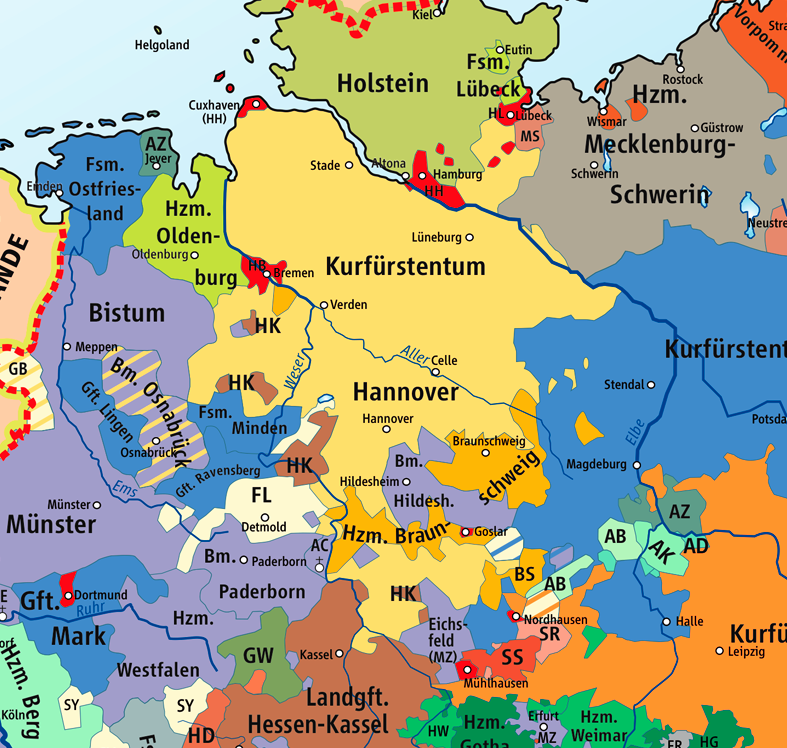
七年戦争におけるドイツ西部の戦場。

ドイツ西方の所領とハノーファーを防衛するため、プロイセンとその同盟諸国はハノーファー選帝侯領、ヘッセン＝カッセル方伯領とブラウンシュヴァイク＝ヴォルフェンビュッテル侯領や、他の小さな諸侯領の軍からイギリス国王の3男、カンバーランド公（1721年-1765年）を指揮官とする監視軍を編成する。しかしこの監視軍は、ハステンベックの戦い（1757年7月26日）でフランス軍に敗れた。続いてカンバーランド公は9月10日、クローステル・ツェーフェン協定を結び、ハノーファー選帝侯領の全土はフランスに占領されたのである。
しかし、この協定はイギリス政府に承認されなかった。イギリス国王の個人的な要望によりプロイセンの大将、ブラウンシュヴァイク＝リューネブルク公フェルディナント・フォン・ブラウンシュヴァイク＝ヴォルフェンビュッテルに連合軍の指揮が託される。彼は1757年から1758年の冬にかけて冬営中のフランス軍を攻撃し、これをライン川まで退けた。そして1758年初頭、自ら渡河するとクレーフェルトの戦い（1758年6月23日）でフランス軍を破る。後に戦役の経過とともに後退を強いられたものの、彼はイギリス軍約10,000名の増援を得て持ちこたえることができた。フランス元帥コンタード侯（1704年-1793年）率いるフランス軍はライン川沿い、特にマイン川付近でフランクフルト要塞を囲むように冬営に入った。
ザクセン選帝侯領から援軍を得たコンタード侯は、ハノーファー選帝侯領を再び占領するべく1759年から主導権を奪還しようとしていた。

## 1759年の戦役における作戦行動

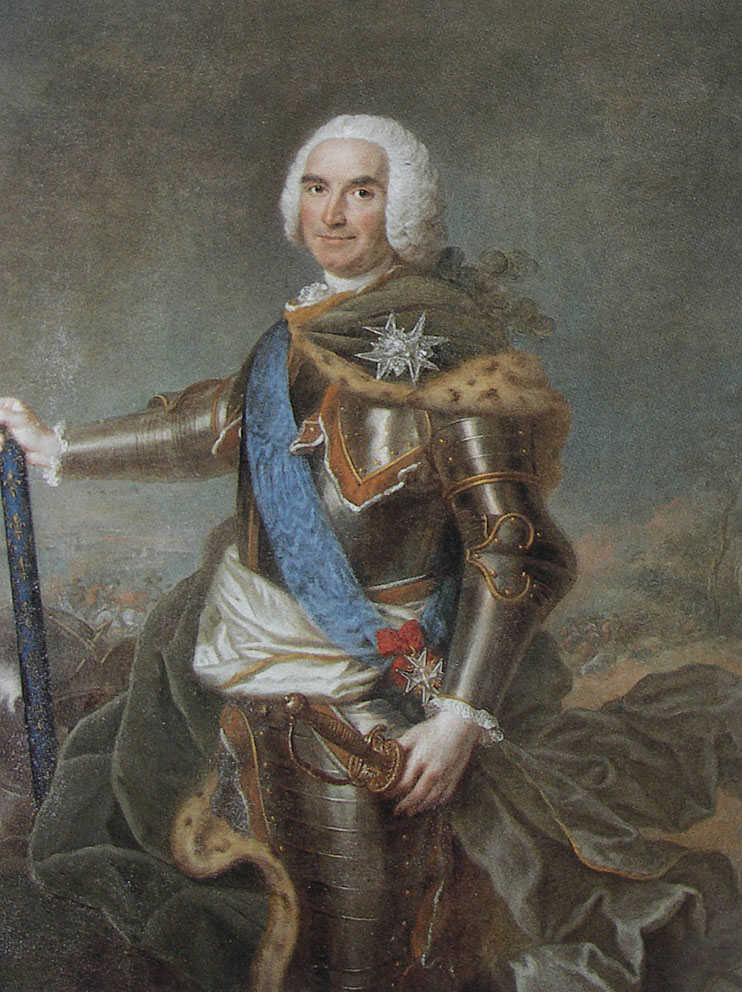
コンタード侯 (1704–1793)

1759年に入るとどちらの陣営も、兵力の回復に勤しんだ。連合軍は3月中旬までに総勢72,000名を擁し、ミュンスターとリップシュタットから作戦可能であった。それに対峙したのは、コンタード侯率いるフランスのライン方面軍66,000名と、ブロイ公（1718年-1804年）指揮下のマイン方面軍31,000名であった。ブラウンシュヴァイク公フェルディナントは、フランス軍の攻勢に先んじるべく早期に主導権を握ろうと決心する。1759年3月23日、彼はブロイ公のマイン方面軍に対し攻撃を開始した。しかし同年4月13日、ベルゲンの戦いで敗北を喫し退却を強いられる。
コンタード侯はこの成功を利用し、自軍の正面に展開する連合軍を圧迫し始めた。1759年5月の初め、ヴェーゼルからライン川を渡ったのである。一方、連合軍はハム、ハルターン、デュルメン及びコースフェルトで守りに就いた。しかしコンタード候は、ブロイ公の軍に向かってマイン川からヘッセンに進み、これらの拠点を迂回する。程なくしてコンタード侯の軍は6月10日にコルバッハの、ブロイ公の軍はカッセルの近郊に達した。フランス軍はシュタットベルゲを通り、引き続きビーレフェルトに向って進軍する。その一方、アルメンティエール侯（1711年-1774年）率いるフランス側の別の軍団がミュンスターを攻囲し、陥落させた。ブラウンシュヴァイク公は優勢な敵を前に後退せねばならず、指揮下の各部隊を7月8日、オスナブリュックに集結させる。その間にフランスのマイン方面軍は、ヴェーザー川付近にあるプロイセンのミンデン要塞に接近していた。同軍の指揮官の兄弟であるブロイ伯は、歩兵1,500名と騎兵1,200名を率いて奇襲を敢行し、現地の農民の手引きもあって1759年7月10日、同要塞の占領と略奪に成功する。

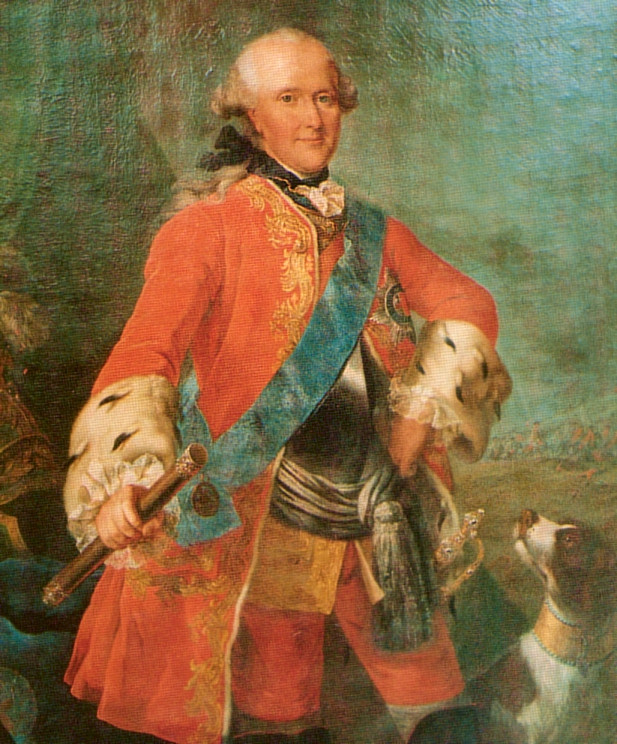
ブラウンシュヴァイク公フェルディナント (1721–1792)

ミンデンの占領後、フランス軍はハノーファーの国境に迫った。連合軍を退け、ミュンスターとリップシュタットの倉庫を手中に収めたのである。
コンタード侯はひとまずミンデンに留まり、その要塞をハノーファーに対する次の攻勢に向けた策源地へと拡充することにした。彼は主力をミンデンの南西、バスタウ川の後方に、そしてブロイ公の軍をヴェーザー川右岸に配置する。
その間にブラウンシュヴァイク公フェルディナントはうつ病の兆候を見せ、プロイセン国王フリードリヒ2世（1712年-1786年）及び自身の秘書で、秘密の参謀総長であったフィリップ・フォン・ヴェストファーレン（1724年-1792年）から反攻に移るよう迫られていた。
実際、彼は7月中旬にコンタード侯を自陣から誘引し、侯がさらなる増援を呼び寄せる前に会戦を挑もうと試みている。
7月末に何度か小競り合いが発生し、ブラウンシュヴァイク公がゲオルク・アウグスト・フォン・ヴァンゲンハイム少将（1706年-1780年）率いる軍団を「囮」としてトーテンハウゼンまで前進させてもなお、コンタード侯は応じなかった。ヴァンゲンハイム少将は自陣に籠り、時機を待つ。
それゆえブラウンシュヴァイク公は公世子カール・ヴィルヘルム・フェルディナント（1735年-1806年）に10,000の兵を授け、フランス軍の後方に派遣する。この軍団が7月28日、リュベッケでフランス軍の前哨を襲撃した時、コンタード侯はようやく対応を迫られた。
そして増援が届くまで公世子を迎え撃つべく、ブリサック公（1698年-1780年）を差し向ける。しかし侯は兵站線に対するこの脅威によって、やはり早期に連合軍を攻撃する必要が生じ得ることを意識していた。
戦場の南は急峻で2本の道が通るヴィーエン山地と、それと平行に流れ、ミンデン付近でヴェーザー川に合流するバスタウ川によって区切られていた。
当時、この川を渡る手段は橋しかなかった上、北岸には湿原、グローセス・トルフモーアがほぼ市境まで広がっており、そこには硬い地面がほとんどなかった。湿原の北にはヴェーザー川に向って東に下る平野が広がっていた。そこでは右岸の谷の縁が、左岸より高くなっていた。その一帯はトーテンハウゼン、クーテンハウゼン、シュテンマー、ホルツハウゼンの各村によって二つに分かれていた。南半分は数々の溝や藪のおかげで見通しが余り良くなかったが、湿原の方ではハルトゥムとハーレンでより開けている。
北ではエスパー川が天然の障害物となっていたが、バスタウ川よりも遥かに渡りやすかった。ブラウンシュヴァイク公フェルディナントは、この土地をかなりよく知っていた。1758年3月14日、フランス軍に占領されたミンデンを攻囲し、占領してからまだ日が浅かったからである。

## 戦闘の推移

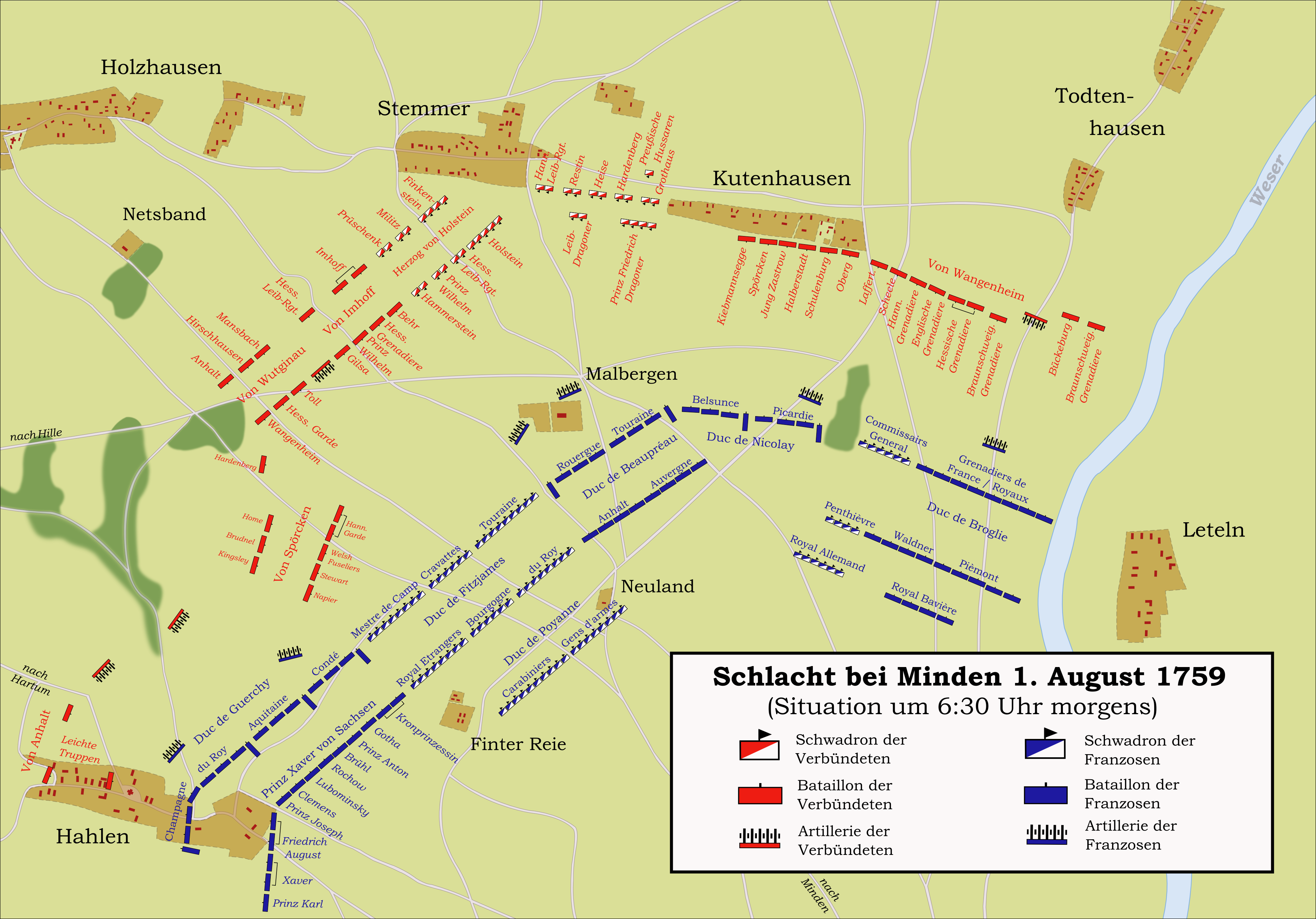
午前6時半頃の戦場と進軍の様子。

7月31日、ブラウンシュヴァイク公フェルディナントは敵軍が攻撃もしくは別の機動のため、出発の用意を整えているという印象を抱く。それに備えるため、彼は騎兵と砲兵に対し午前1時に出発するべく準備を整えるよう命令した。一方、歩兵部隊は特に命令が下るまで待機することとされた。公は敵軍が、まずトーテンハウゼン付近に展開していたヴァンゲンハイム軍団を攻撃するものと思ったのである。その場合に備え、彼はハーレンとシュテンマーを結ぶ戦線でフランス軍の側面を突こうと計画した。同時に公世子カール・ヴィルヘルム・フェルディナント率いる分遣隊は、フランス軍をパーダーボルンから分断するためにブリサック公指揮下の部隊を攻撃し、ゴーフェルトの橋を占領することになっていた。
コンタード侯は7月31日、ブリサック公の別動隊がビュンデで公世子カールの軍団に遭遇したと聞くと午後6時に軍議を召集し、指揮下の士官に翌日、敵軍を奇襲するつもりであることを通知した。同軍は午後10時に出発できるよう準備を整え、夜間にバスタウ川を渡ることとされた。その後、ハーレンとマルベルゲンの間で陣地を構築する予定であった。当時の戦術の慣行に反し、騎兵隊は両翼ではなくて中央に配置された。なぜならそこの地勢は、その行動により適していると思われたからである。ブロイ公の軍団はヴェーザー川を渡って翌朝、ニコライ師団とともに連合軍のヴァンゲンハイム軍団を攻撃する任務を受けた。続いて、友軍の主力に拘束されているであろう連合軍の主力の側面を突くことになっていたのである。
ブラウンシュヴァイク公フェルディナントは43個大隊、騎兵61個中隊、総勢40,000名及び重砲107門を率いていた。それに対し、コンタード侯は82個大隊、85騎兵中隊及び大砲86門の合計55,000名を動員することができた。

### 出撃
7月31日から8月1日にかけての夜、フランス軍の各部隊はそれぞれ割り当てられた陣地に入った。ブロイ公の軍団は暗夜に乗じてヴェーザー川を渡り、ミンデンを通ってマルベルゲンと川の間にある最終的な配置に就く。同時に激しい雨が降り始めたので、これらの動きは連合軍に悟られなかった。午前4時頃、ブロイ公の部隊は自陣にあった。ヴァンゲンハイム軍団の前哨部隊がこの出撃に気づいた時、彼らは警報を発したものの防戦の準備が整っていた大隊はまだ4個しかなく、連合軍の他の部隊はまだ到着していなかった。午前5時、ブロイ公の砲兵はヴァンゲンハイム軍団の陣地に対し砲撃を開始する。続く攻撃への移行を、ブロイ公は躊躇した。なぜなら左翼のニコライ師団と主力軍は、まだ彼を支援する用意ができていなかったからである。このため連合軍は、各自の防衛陣地に入るための時間を充分に得た。後に連合軍の砲兵は優越する火力を示し、最初の遭遇戦でフランス軍に著しい損害を与えた。
ヒレにあったブラウンシュヴァイク公フェルディナントの本営では、「ピカルディー」連隊からの脱走兵2名から知らせが入った午前3時半まで敵軍の前進を察知しなかった。続いて公は、前日の指示に基づく即時の出撃を命じる。前哨部隊を率いるアンハルト公子カール・レオポルト中将はイギリス軍の軽砲兵部隊を増援として託されると、ハーレンを占領する任務を受けた。そこには午前5時頃、すでにフランス軍の「シャンパーニュ」旅団が進出していた。その右翼に続く「ドゥ・ロワ」、「コンデ」及び「アキテーヌ」の各旅団、総勢16個大隊とともに、それらはギュルシー伯爵少将率いる第1の集団を形成していた。その後方ではザクセン軍の2個旅団、総勢15個大隊から構成される第2の集団が、ザクセン公子フランツ・クサーヴァー少将（1730年-1806年）の指揮下に進軍中であった。間もなく始まる戦闘により、ハーレン村は急速に炎に包まれることとなる。

### シュペルケン師団の攻撃

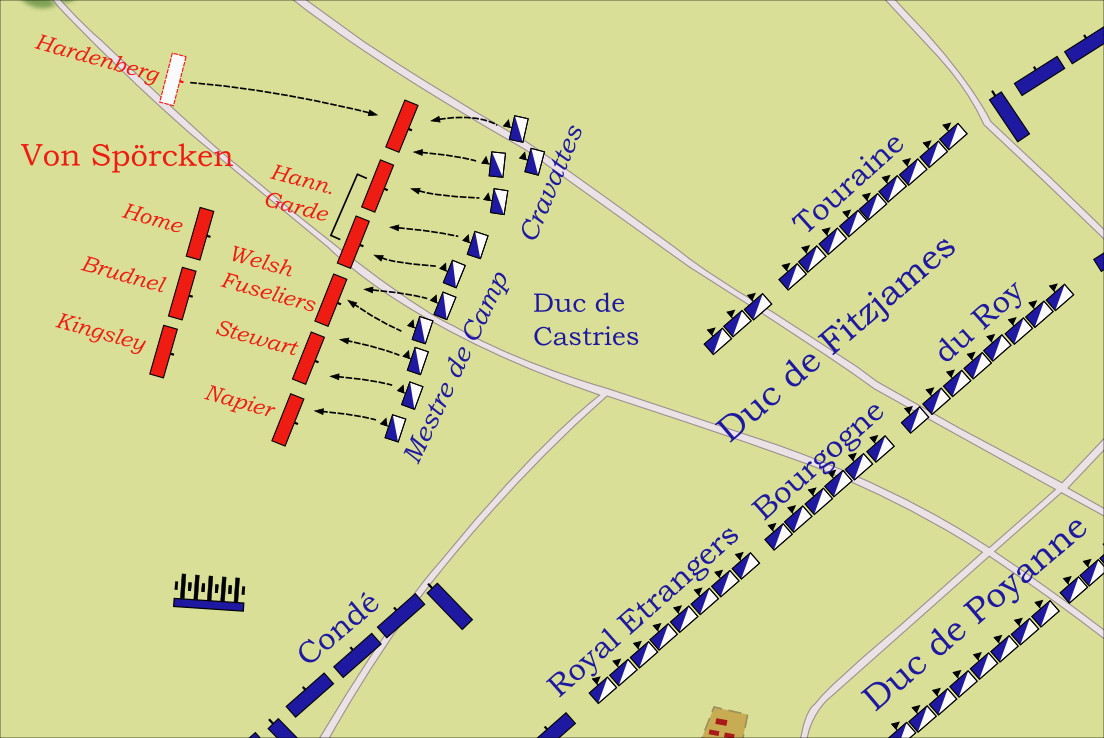
シュペルケン師団の攻撃と、フランス軍騎兵の最初の攻撃を示した地図。

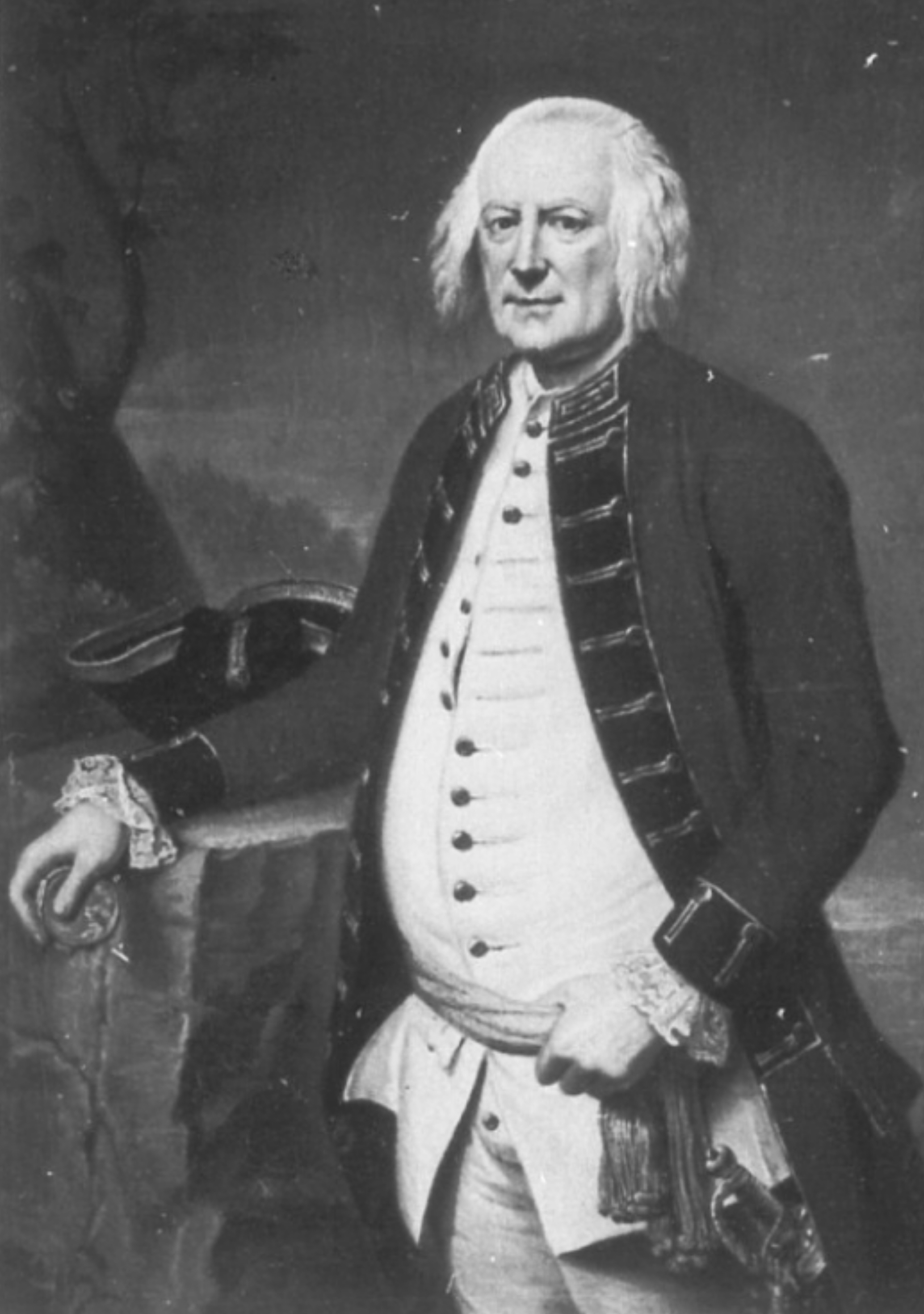
シュペルケン大将 (1698–1776)

6時頃、最初に製粉所の近くに到着したのはフリードリヒ・フォン・シュペルケン大将（1698年-1776年）率いる右翼集団である。それはイギリス軍の6個大隊と、ハノーファー近衛連隊の内、ゴールトアッカー大佐率いる2個大隊から構成されていた。この師団の第1集団（ウォルデグレイブ旅団）が隊列を整えていた時、ブラウンシュヴァイク公の命令が届く。それは「前進は準備が整い次第、太鼓を打ち鳴らしつつ遂行すべし」というものであった。この命令が単に誤解されたのか定かではないが、同旅団は突然前進を開始した。続いて公は、この旅団を停止させる。同時に師団の第2集団が終結した。これら8個大隊は、トウヒの森に隠れる。この後、ブラウンシュヴァイク公が攻撃を命じたのか、それとも再び誤解が作用したのかは不明である。いずれにせよシュペルケン師団は、連合軍の残りの部隊がフランス軍と同様、まだ行軍を終えていなかったにも拘らずフランス軍の中央集団に向けて再度、前進を開始したのである。この行動に隣の戦列からハルデンベルク大隊が加わり、攻撃に移ったのは総勢9個大隊となった。
戦列を組んで前進する部隊は第1集団に6個、第2集団に3個の大隊を配していた。連隊砲は森を早く抜けることができず、取り残される。この戦列は1500歩ほど開けた土地を踏破せねばならず、16門の大砲をマルベルゲン及びハーレンの北方に配置していたフランス軍の二つの砲兵隊から、すぐに十字砲火に晒され最初の大損害を被っている。その間にシュペルケン大将はフランスの砲兵隊を制圧するため、イギリスの軽砲兵旅団の大砲9門を移動させた。
フランス軍の中央はフィッツジェームズ公（1712年-1787年）指揮下の騎兵63個中隊（約7,000名）であり、それらは三つの集団に分かれて編成されていた。フィッツジェームズ公は敵師団の前進を見ると、指揮下の第1集団のうち11個中隊に攻撃を命じる。なぜ彼が第1集団のちょうど半数のみを投入したのかは、判然としない。恐らく残りは、まだ行軍を終えていなかったのである。この攻撃はカストリー公爵中将（1727年-1800年）に率いられて実施され、イギリスおよびハノーファーの諸大隊との距離は10メートルまで縮まる。しかしこれらの大隊は銃撃に続いて銃剣をもって反撃し、フランスの騎兵隊は多大な損害を被って退かなくてはならなかった。その間にフィッツジェームズ公は第2集団の「ロヤル・エトランジェ」（騎兵8個中隊）及び「ブルゴーニュ」（騎兵6個中隊）旅団の準備を整え、攻撃を繰り返した。しかしこの攻撃も大きな損害を伴い撃退されている。

### フランス軍の対応

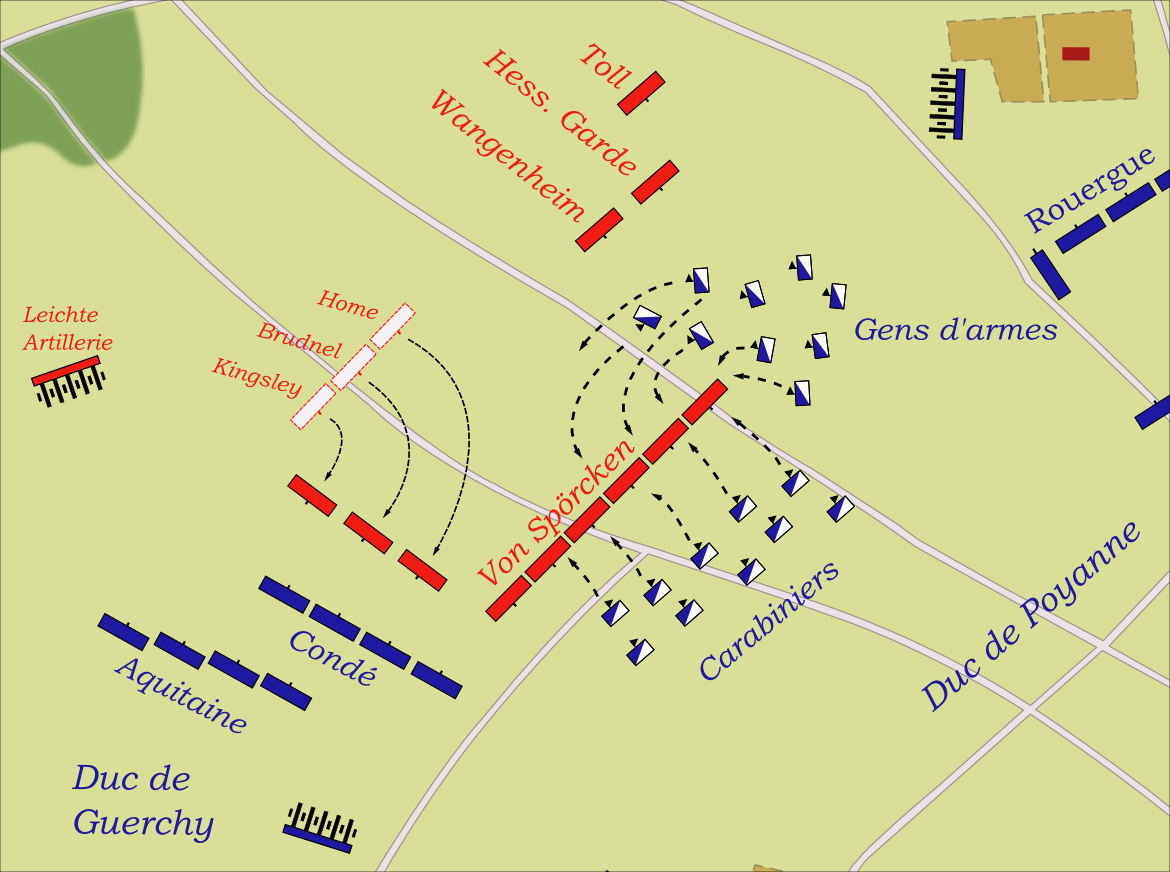
シュペルケン師団に対するフランス軍の反撃を示した地図。

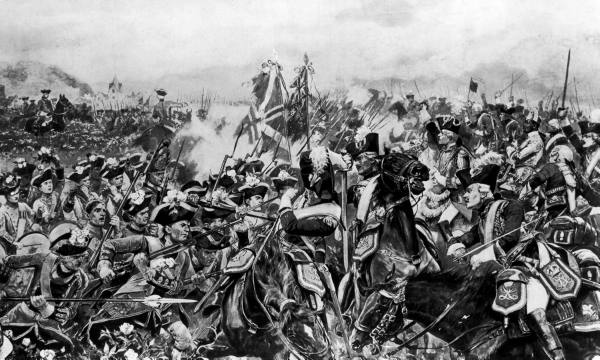
『フランス軍の近衛騎兵と戦う「ランカシャー・フュージリアーズ』、リチャード・ケイトン＝ウッドヴィルの版画（1901年）

フランス軍左翼の第1集団を率いるギュルシー伯爵中将（1715年-1767年）はシュペルケン師団の前進に気付いた時、ハーレン方面への攻撃を準備していた。伯はハーレンを攻める代わりに、自身の側面に展開するイギリス及びハノーファーの部隊を攻撃することにする。そして指揮下の第1集団から「コンデ」旅団と「アキテーヌ」旅団、総勢8個大隊を転進させ、シュペルケン大将率いる部隊を攻撃させた。シュペルケン大将は率いていた第2集団から3個大隊を抽出し、その攻撃に対応しなくてはならなかったが、これらの大隊も長くは耐えられなかった。
今やシュペルケン師団は包囲されそうになっていた。ブラウンシュヴァイク公フェルディナントはこの危機に気付き、シュペルケン大将を支援するため即座に対策を講じた。連合軍の戦闘序列に加わっていなかったシェーレ少将指揮下の5個大隊を、シュペルケン師団の右翼に差し向けたのである。しかしその展開には時間を要することが見込まれたため、ジョージ・サックヴィル卿（1716年-1785年）が騎兵をもって攻撃を敢行し、フランス軍の両旅団を撃退することとされた。しかし、指揮下の部隊がまだ戦場に到着していなかったサックヴィル卿は、攻撃に移行しなかった。そのため、さしあたりシュペルケンの部隊を支援できたのは、ハーレンの製粉所の付近に進出していたハーゼ少佐指揮下のハノーファー重砲兵旅団だけであった。
この危険な局面でコンタード侯は、すでに激しい砲撃に晒され2個歩兵旅団から攻撃を受けているシュペルケン師団を完全に粉砕するため、中央から最後の騎兵集団を投入することにした。この集団は「ジャンダルム」及び「カラビニエ」連隊、総勢騎兵18個中隊（約2,000名）から構成されるフランス貴族伝統の最精鋭部隊であり、指揮官はポヤンヌ侯であった。これらの騎兵はシュペルケンの第1集団を正面から攻撃した他、側面と背後にも回る。イギリス及びハノーファーの第3集団は向きを変え、包囲攻撃から身を守らなければならなかった。「ジャンダルム」と「カラビニエ」両連隊の攻撃は数年後、フランス側の報告で下記のように伝わっている。
このような大損害にも拘わらず、この攻撃はシュペルケンの諸大隊を大変な苦境に追い込む。ハノーファー近衛連隊とイギリス第23連隊の大隊は、突破されるほどであった。しかしこれらの大隊が揺らいだ時、ヴトギナウ中将（1698年-1776年）率いるヘッセン人師団を主力とする救援が到着した。ハノーファーの「ヴァンゲンハイム」連隊とヘッセン近衛連隊に所属する同師団の2個大隊は「ジャンダルム」連隊の側面に銃火を浴びせ、これを撃退した。フランス軍の騎兵隊は兵力の半数以上を失ったのである。
「コンデ」と「アキテーヌ」の両旅団はすでに、シュペルケン大将に対する攻撃の間に連合軍の砲撃によって大きな損害を被っていた。騎兵の攻撃が頓挫すると、逃走する騎兵は各部隊の配置を混乱に巻き込み、ともに潰走した。左翼の崩壊を食い止めるため、ザクセン軍の第2集団を率いていたザクセン公子クサーヴァーは「クアプリンツェッスィン」及び「ゴータ」連隊から3個大隊を、攻撃を再開したシュペルケン師団の側面に回す。ザクセン軍の他の大隊は再びそこで戦列を立て直すべく、その左側から北西を向いて彼らに続いた。。

### マルベルゲンの戦闘

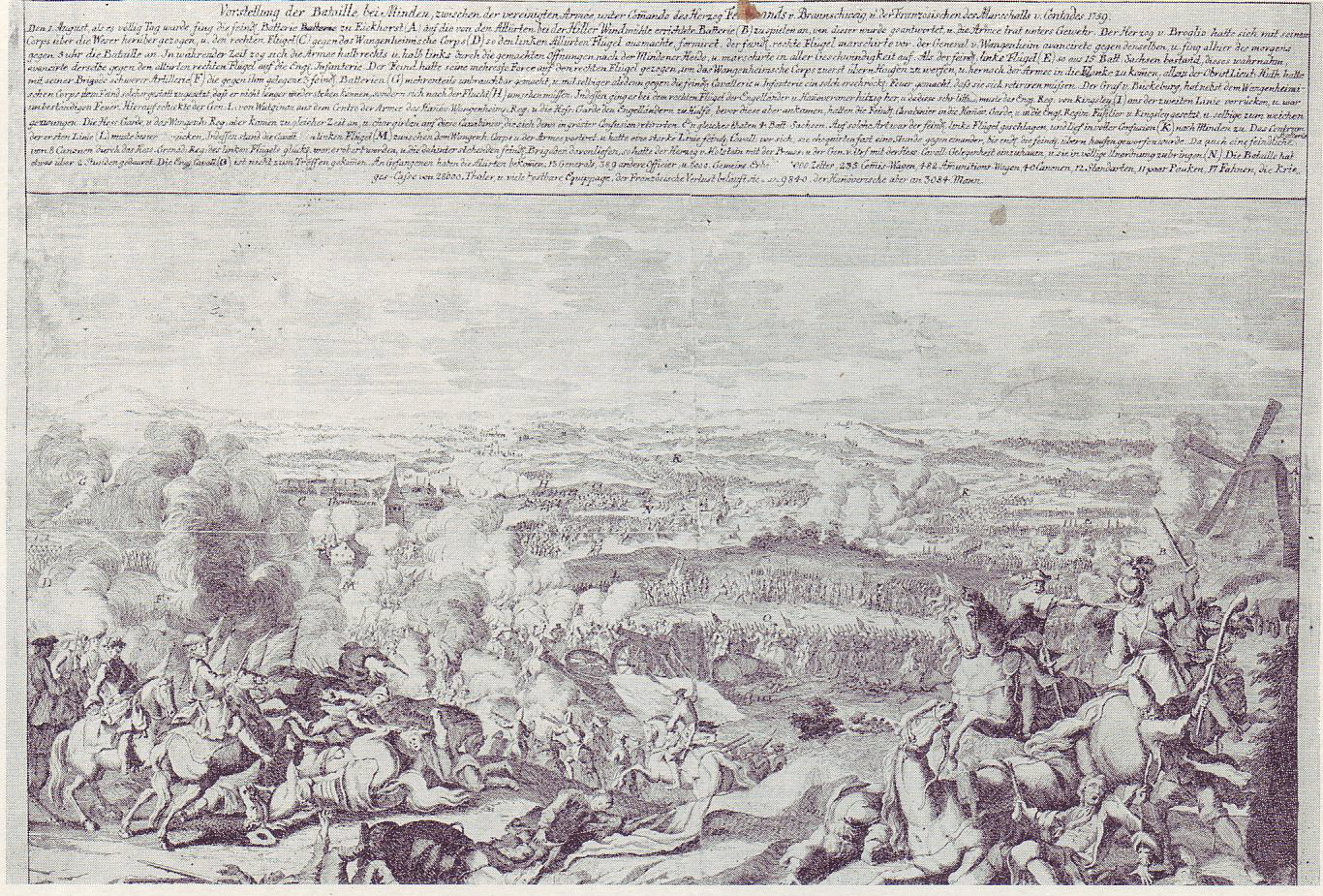
この戦闘を描いた同時代の解説付きの版画。

その間に連合軍のヴトギナウ中将率いる師団と、イムホフ中将（1702年-1768年）指揮下のヘッセン人とブラウンシュヴァイク人から構成される師団はホルツハウゼンの南で行軍を完了した。シュテンマーの南には、ホルシュタイン＝ゴットルプ公爵中将（1719年-1763年）の騎兵隊が集結する。その間にはブラウン大佐率いるハノーファー砲兵旅団が進出し、フィッツジェームズ公がマルベルゲンの南方に集結させようとして果たせないでいるフランス軍騎兵隊を、その砲撃で足止めしていた。これら、連合軍の9個部隊に対してコンタード侯はボーグ中将率いる騎兵旅団、「コロネル・ジェネラル」を差し向けたが、その攻撃は撃退された。
ブラウンシュヴァイク公フェルディナントは再びサックヴィル卿に対し、それまでの戦闘でフランス軍の中央に生じた大きな間隙へ指揮下の騎兵を突入させるよう命じた。こうしてフランス全軍を殲滅しようとしたのである。しかし、サックヴィル卿は躊躇した。この日、ブラウンシュヴァイク公の命令を持って来た副官（Aide-de-camp)が彼の許に到着する。サックヴィル卿は公の指示が矛盾しており、前日の戦闘計画に少しも合っていないと言った。結局、彼は問い合わせのため自ら最高司令官である公の許に駆け付ける。公は計画が変更されたことを伝え、新しい命令に従うよう彼に求めた。サックヴィル卿はハルトゥムの、自身の騎兵隊へと戻る。そこでは部下の一人、グランビー卿（1721年-1770年）が自ら騎乗突撃を敢行しようとしている所であった。しかし、サックヴィル卿は彼を引き留めじっくりと、これ以上ないほど時間をかけて騎兵を戦場へ向かわせるべく準備を始めた。後に、彼はその騎兵隊の行動についてこう報告している。
サックヴィル卿の騎兵24個中隊がようやく戦場に到着した時、戦闘はすでに終わっていた。これらの部隊の欠如は同日、なお重要な影響をもたらす。

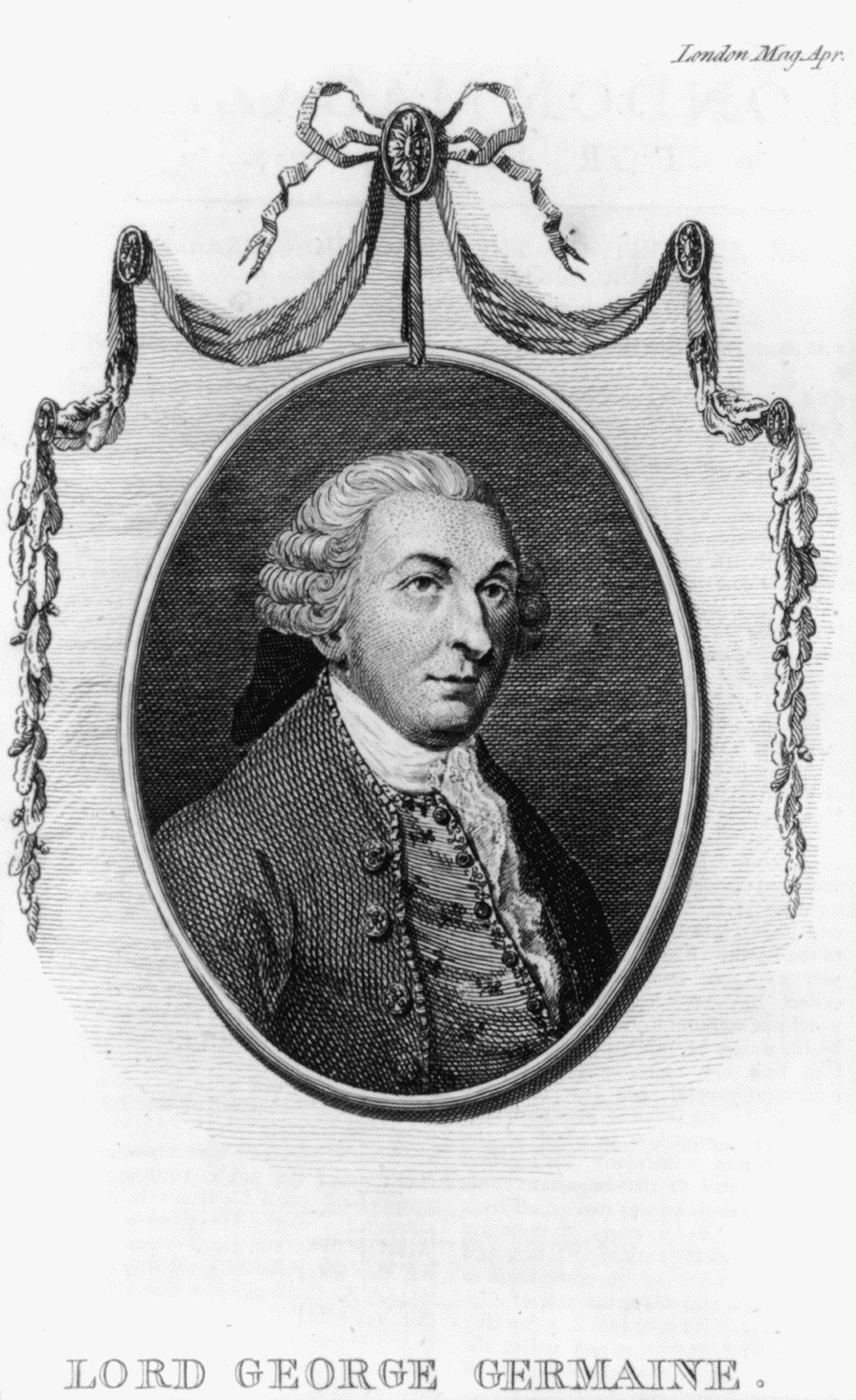
サックヴィル卿ジョージ・ジャーメイン (1716–1785)

コンタード元帥はその間にマルベルゲンへ到着し、ボープレウ中将率いる第1集団の2個歩兵旅団、「トゥーレーヌ」と「ルエルグ」（8個大隊）に、連合軍の戦列を攻撃するよう命じた。その支援のため最後の騎兵旅団、「ドゥ・ロワ」も分派された。しかしこの攻撃は、兵力で大幅に勝るヴトギナウ及びイムホフ師団に直面し、難なく撃退された。続いて両師団は反撃に移る。ヘッセンの「トル」、「ギルザ」、「プリンツ・ヴィルヘルム」及び「グレナディーレ」連隊はその後、「ログー」と「デュ・フランス」擲弾兵連隊及び大砲8門を備えた砲兵大隊が守るマルベルゲンの占領を試みた。フランス軍は何度もその攻撃を跳ね返した。ハノーファーの近衛騎兵連隊も、大きな損害を被りつつも敵の砲兵大隊を攻撃する。しかし、ヘッセンの2個大隊が銃剣突撃を成功させ、大砲5門を鹵獲したのはようやくその後のことであった。
打ち破られたフランス軍の諸大隊は一斉に後退したが、ホルシュタイン＝ゴットルプ公の騎兵19個中隊が追いついた。多数のフランス兵が捕虜となり、さらに大砲9門が鹵獲される。完全な崩壊を防ぐため、「ドゥ・ロワ旅団」は反撃を敢行し、局地的な成功を収めた。しかし、この旅団も撃退される。中央でコンタード侯が保持していたのは、第2集団の「オーヴェルニュ」と「アンハルト」旅団のみであった。これらはノイラントで迎撃の陣形を整え、最終的に連合軍の騎兵部隊を食い止める。ブロイ公も指揮下の騎兵の一部（10個中隊）を右翼から救援に回した。これらの騎兵隊は、それまでクーテンハウゼンとシュテンマーの間にいてこの攻撃に参加したヴァンゲンハイム軍団の騎兵、16個中隊と激戦を繰り広げた。

### フランス軍の退却

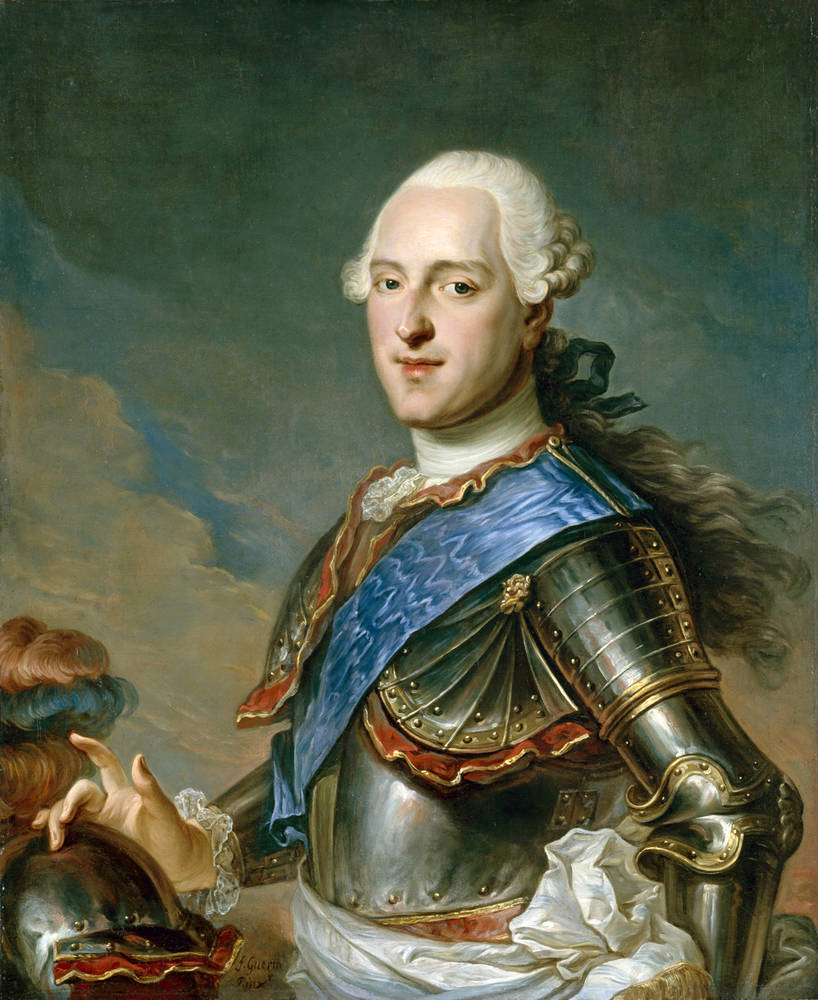
ザクセン公子クサーヴァー (1730–1806)

フランス軍の中央が敗北を喫している頃、ザクセン人大隊を率いるザクセン公子クサーヴァーはシュペルケン大将の歩兵をやや押し戻すほど奮闘していた。しかしシュペルケン大将は、すでにフランス軍の騎兵突撃の間にも援護を受けていたヘッセン近衛連隊及び「ヴァンゲンハイム」連隊所属の大隊から支援される。さらに、北にはシェーレ少将の5個大隊が来援し、そちらからもザクセンとフランスの戦列を包囲し始めていた。連合軍の砲兵隊も強力な砲撃をもってザクセン軍に損害を与え、その抵抗の意志を奪った。ハーレンは放棄され、フランス軍の左翼は全体的にバスタウ川へと退却する。連合軍には追撃に用いられる騎兵隊が存在せず、この成功に乗じることができなかった。ここでもサックヴィル卿率いる騎兵24個中隊の欠如が響いたのである。
午前9時、コンタード元帥はこの戦況を見て取ると全軍の退却を命令した。この撤退を援護する役目は、指揮下の軍団の秩序をまだ良く保っていたブロイ公が受け持つ。コンタード侯がボープレウ中将に成果なく終わった攻撃を命じる前、ブロイ公は侯と話していた。彼は地勢が険しいため、トーテンハウゼン方面に攻撃をかけることはできないと報告していたのである。コンタード侯はそれを受けて、公に自陣に留まるよう命じていた。フランス軍の右翼では、ブロイ公とヴァンゲンハイム少将の部隊の間で砲撃が応酬されたのみであった。ここで格別の功を立てたのは、指揮下の砲兵隊を特に有効に投入したシャウムブルク＝リッペ伯フリードリヒ・ヴィルヘルム（1724年-1777年）であった。ブロイ公の部隊とニコライ師団は、追撃してくるヴァンゲンハイム軍団を食い止めるため度々停止しつつ、整然と後退する。主力軍は逃げるようにバスタウ川を越えて退却し、背後で橋を焼き落とした。ブロイ公の軍団は11時までミンデンを占領した。
コンタード侯が部隊の結集を試みた時、連絡線を守るはずであったブリサック公の分遣隊も攻撃を受けて敗退したという報告が届く（ゴーフェルトの戦い）。これによってパーダーボルン経由の退路は断たれ、コンタード侯はヴェーザー川の右岸沿いに後退するよう決断せねばならなかった。侯は午後10時から川を渡り始めたが、その際に掛かっていた二つの舟橋の内、一つが崩壊した。渡河が完了したのは翌朝のことである。負傷兵に満ちたミンデンの町に残ったのは、ダジャン准将指揮下の占領軍300名のみであった。

## 戦いの帰結

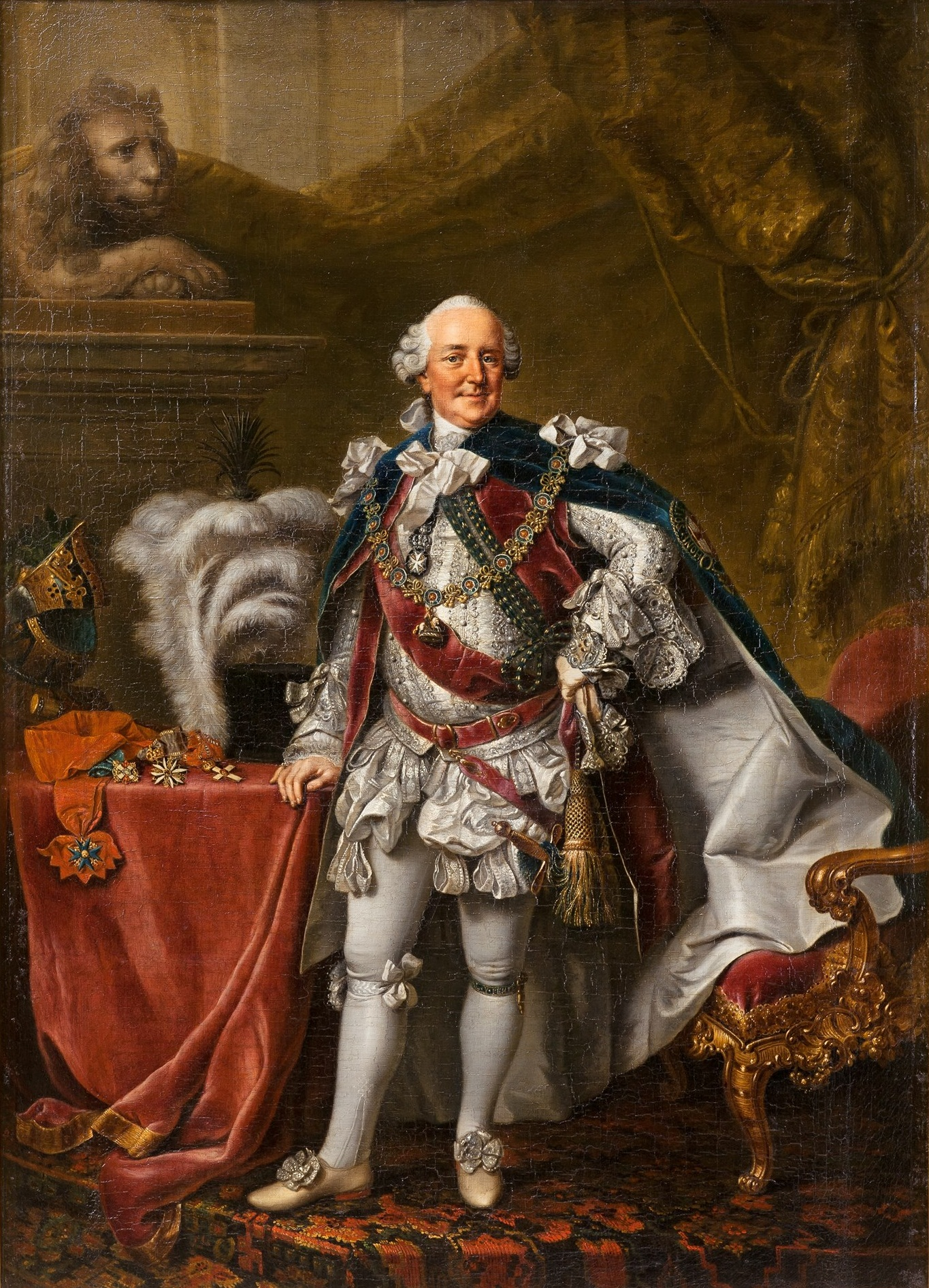
ミンデンの戦いに勝利した功績により、ガーター騎士団のマントを纏うブラウンシュヴァイク公フェルディナント。ヨハン・ゲオルク・ツィーゼニス (1716–1776)が描いた肖像画。

翌日、ダジャン准将は連合軍に降服してミンデンの町を引き渡した。フランス軍はこの戦いで合わせて士官479名と兵7,762名を失った。その内、実に士官127名及び兵4,151名が戦死している。残りの者は負傷し、ほとんどは捕虜になった。その他、大砲22門が鹵獲された。それに対し、連合軍の損害は士官151名と兵2,626名であり、戦死者は士官28名と兵590名であり、残りは負傷者であった。1,411名、すなわち死傷者の過半数はシュペルケン師団に加わって戦場の中心に立ったイギリス軍の6個大隊から出ている。
フランス軍はアインベック、ゲッティンゲンとミュンデンを経由する回り道を通り、8月12日にカッセルに到着した。ここからコンタード元帥は再び軍を増強してから、改めて攻撃に移るつもりだったのである。連合軍は、フランス軍をひとまず追わなかった。8月2日の間ミンデンを包囲し、「テ・デウム」を唱和した後、戦勝の祝砲を撃ったのである。しかし、ブラウンシュヴァイク公フェルディナントは勝利に乗じるべく、撃ち破られた敵軍を追撃することはなかった。勝利から間もなく、彼はフリードリヒ2世から救援要請を受ける。1759年8月12日、クーネルスドルフの戦いに敗れた後、深刻な守勢へと追いやられていたのである。また、翌年にフランス軍がハノーファーに対するさらなる攻勢の拠点して利用できないよう、ミュンスターを奪還する必要もあった。ミュンスター要塞は11月22日に降服する。このように、ブラウンシュヴァイク公にはフランクフルト・アム・マインのフランス側の拠点に対して作戦を遂行する余裕がほぼ無かった。11月、コンタード侯は総司令官を解任され、ブロイ公と交代する。しかし彼も11月30日、フルダの戦いで主導権を奪い返そうと試みて失敗した後、成功を収めることができなかった。こうして1760年1月、双方はフランクフルト・アム・マインとノイヴィートの間で冬営に入った。

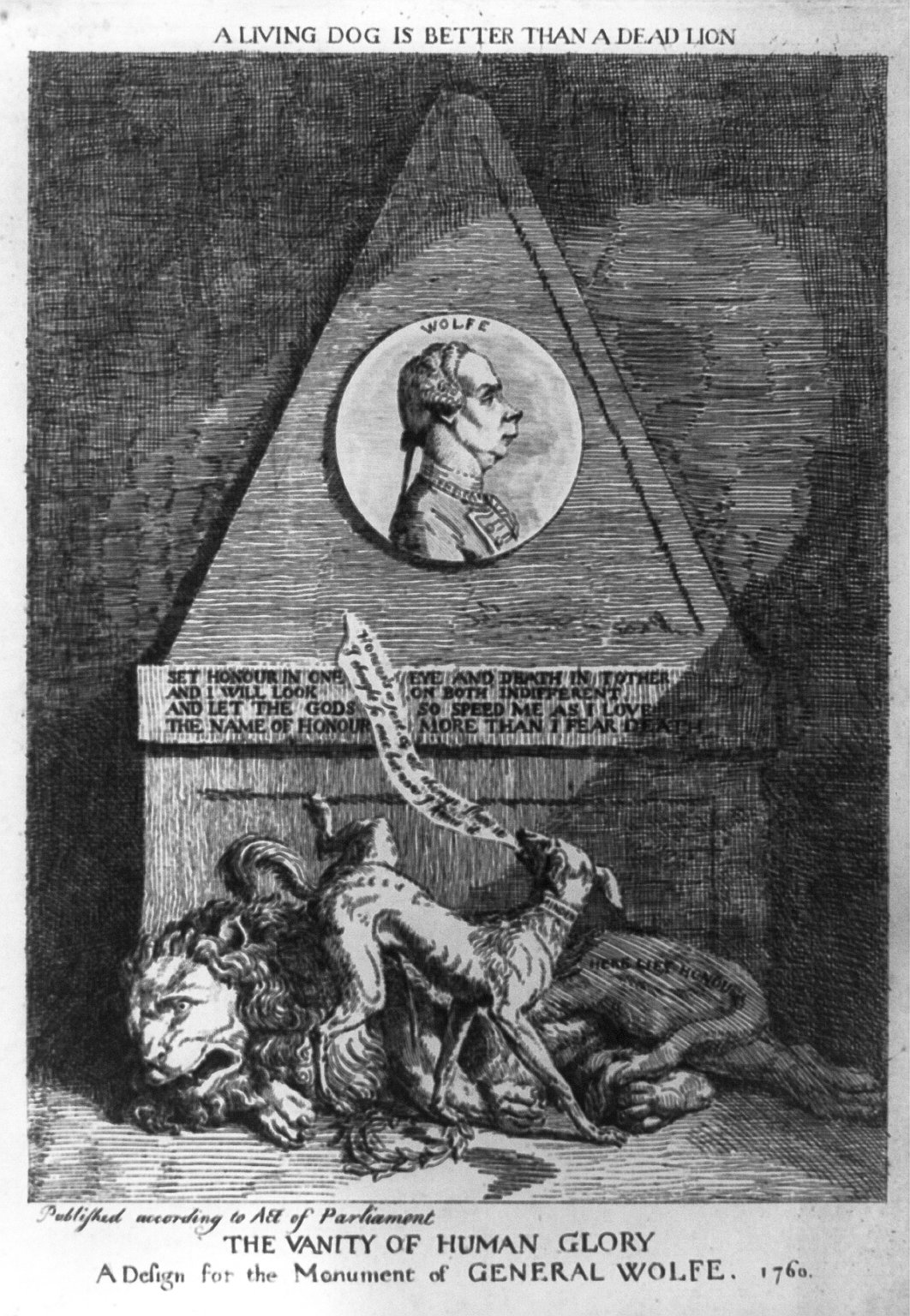
豊かな軍功を挙げたジェームズ・ウルフ少将の記念碑の前で、「ミンデン」と書かれた首輪をはめた犬としてサックヴィル卿を描いた同時代の風刺画。

この他、1759年にブラウンシュヴァイク公フェルディナントはジョージ2世から一度だけの賞与20,000ポンドを下賜され、ガーター騎士団の一員となった。サックヴィル卿に対し、公は解任を訴える。そしてサックヴィル卿は9月10日、任を解かれた。1760年初頭には軍法会議が開かれ、サックヴィルは軍から罷免される。判決文によれば、彼は「陛下に対し奉り、既存の何らかの軍事的な職務をもって奉仕する能力がない」とされた。
続く3年間も西部の戦線では作戦が実施されたものの、ハノーファー選帝侯領が1759年の夏のような危機を迎えることは二度となかった。これは和平の申し出や、後の1759年11月25日にイギリスとプロイセンからフランスとオーストリアに持ちかけられた和平交渉に影響を与える。フランスは1759年、イギリスに喫した重大な敗北（エイブラハム平原の戦いとキブロン湾の海戦）によって財政的に限界を迎えていたため、この申し出に乗り気であった。イギリスでも国家の負債が、すでに1758年に最初の財政危機を招いていた。しかしオーストリアとロシアは直近の成功（カイの戦いとマクセンの戦い）に基づき、1760年にはプロイセンに対する戦勝を見込んでいたため、講和を拒否した。しかし、後のパリ条約に向けた交渉においても、フランスの立場は不利であった。なぜならハノーファー選帝侯領の継続的な占領に失敗したからである。こうしてフランスの外交官は、インドと北アメリカで失った植民地と引き換えにする「担保」を確保することができなかった。この結果に特に貢献したのは、ブラウンシュヴァイク公がミンデンで収めた勝利であった。

## 後世への影響

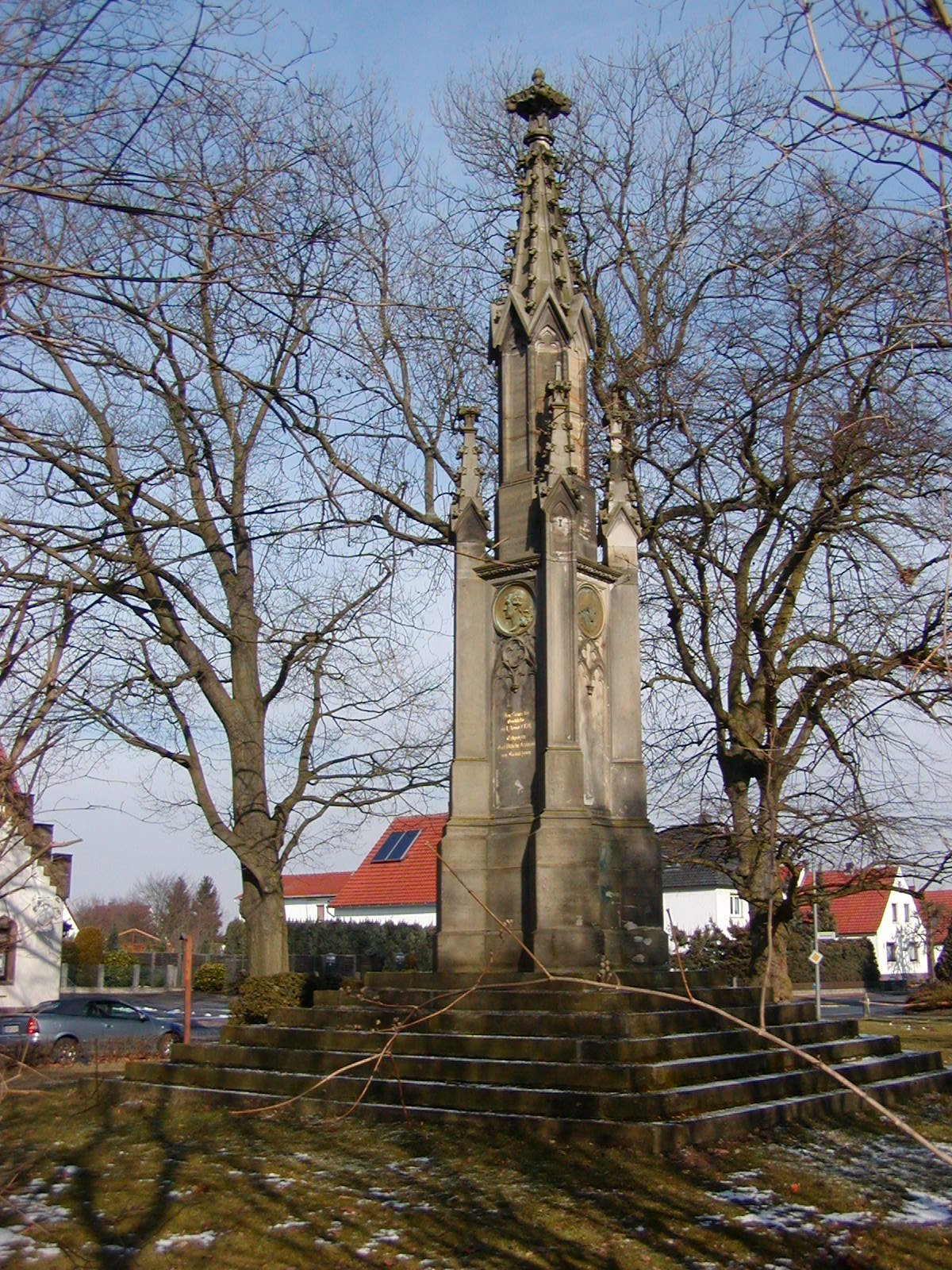
1859年、この戦いを記念してトーテンハウゼンに建てられた碑。

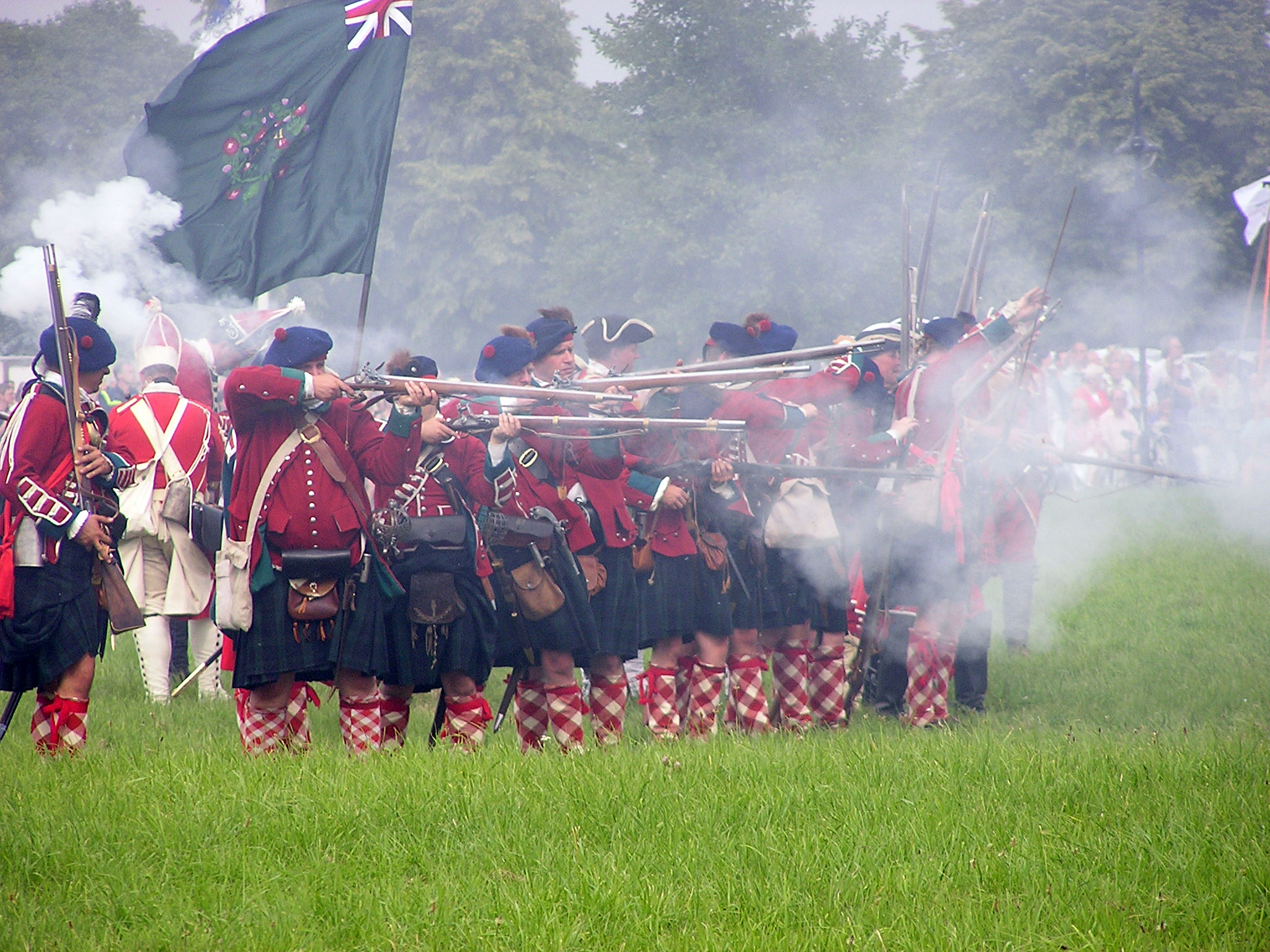
この戦いの250周年記念の祝典で実施されたリエナクトメント。

1759年8月14日、連合軍にイギリス国王からの公式の感謝状が届くと、総司令官ブラウンシュヴァイク公と並んで他の多くの士官も戦いの功績に応じ、報奨金を受け取った。ハノーファーの部隊が奪い取った軍旗（Standard）9本は、ハノーファー衛戍教会に掲げられる。また、そこには記念の銘板が飾られた。しかしナポレオン戦争中の1803年、それらの軍旗はフランス軍に奪還されフランスに戻った。
戦いから100周年の記念日にあたる1859年8月1日、ミンデンの建築家、ヴィルヘルム・メレが設計した記念碑の除幕式が行われた。それはゴシック様式の塔の形をしており、四隅に小尖塔が配してある。ミンデンはプロイセンの町であったため、碑文はまずプロイセンの部隊に触れている。
その傍には、この戦闘には加わっていなかったものの、フリードリヒ2世の肖像画が添えられていた。現在、この記念碑はミンデンからペータースハーゲンに向かう道筋、ホテル「ローアマン」の向かいある。毎年8月1日にはイギリス軍守備隊、「ミンデン連隊」並びにドイツ連邦軍、ミンデン市と郡の代表者がそこに花輪を献呈する。また、ミンデンの博物館は部屋の一つをミンデンの戦いの記録に捧げている。
特にイギリス軍において、この戦いの記念日に祝典が行われている。今日もなお、いわゆる「ミンデン・デイ」ではかつて参加していた諸連隊がその他に向けて「ミンデンの挨拶」を送っており、朝には「ミンデン・マーチ」が演奏される。全ての所属者は帽子に黄色いバラを付ける。また、伝統として軍曹が兵の寝床に朝の紅茶を持って来ることになっている。
イギリス海軍さえもこの戦いを記念し1810年6月23日、その戦列艦の1隻を「ミンデン」と名付けた。
1759年1月、ゲオルク・フィリップ・テレマン（1681年-1767年）がこの戦いにちなんで作曲したオラトリオ、『ハノーファーは勝利し、フランス人は伏す』（『Hannover siegt, der Franzmann liegt』、TWV 13:20）はラインハルト・ゲーベルによる再発見を経て2008年12月5日、ハノーファー北ドイツ放送フィルハーモニー管弦楽団が再演している。

### 注記
1. ↑  当時、プロイセン軍の士官だった軍事小説家、ヨハン・ヴィルヘルム・フォン・アルヒェンホルツ（英語版）（1741年-1812年）はこの処置について後に「戦術の原則の全てから目をそらした」「不合理な指示」と述べ、このような配置が1704年のブレンハイムの戦いにおいてもフランス軍の敗北に繋がったと批判している。その著書『Geschichte des Siebenjährigen Krieges in Deutschland』、Leipzig 1791、 P. 268を参照。
2. ↑  それらは第12（後のサフォーク連隊）、第37（後のロイヤル・ハンプシャー連隊）、第23（後のロイヤル・ウェルシュ・フュージリアーズ）、第20（後のランカシャー・フュージリアーズ）、第51（後の国王直属ヨークシャー軽歩兵連隊）及び第25（後の国王直属スコッティッシュ・ボーダラーズ）各連隊所属の大隊であった。
3. ↑  同集団の「ドゥ・ロワ」旅団をコンタード侯は引き留め、2個歩兵旅団によるマルベルゲン付近の攻撃の支援に回した。下記を参照。
4. ↑  シェーレ師団からはハルデンベルク大隊がシュペルケン大将の攻撃に参加していた。しかしシュペルケンの諸大隊は斜めに前進したため、シェーレ少将の部隊が展開できる余地がなくなっていたのである。そのためシュペルケン師団の右翼に就くよう命じられるまで、シェーレ少将は第2集団に編入されることを余儀なくされていた。
5. ↑  すでに捕えられていたボープレウ中将の解放に成功したものの、彼は退却中にアインベックに残らねばならず、1759年8月8日、そこで再び捕虜となった。

### 個別の典拠
1. 1 2 3  Kriegsgeschichtliche Abteilung: Der Siebenjährige Krieg, Bd. 11, Berlin 1912, P. 24 f.
2. 1 2 3  Kriegsgeschichtliche Abteilung: Der Siebenjährige Krieg, Bd. 11, Berlin 1912, P. 42 f.
3. ↑  概要はOlaf Groehler著、『Die Kriege Friedrichs II.』, Berlin (Ost), P. 63–73に拠る。
4. ↑  概要はベルンハルト・フォン・ポーテン（英語版）著、『Handwörterbuch der gesamten Militärwissenschaften』第8巻、Leipzig/Bielefeld 1880に所収の『Siebenjähriger Krieg』、 P. 416-418及びP.421に拠る。
5. ↑  ベルンハルト・フォン・ポーテン著、『Handwörterbuch der gesamten Militärwissenschaften』第8巻、Leipzig/Bielefeld 1880に所収の『Siebenjähriger Krieg』、 P.424。
6. ↑  Frank McLynn: 1759 – The Year Britain became Master of the World, London 2004, P. 268
7. ↑  Charles Winslow Elliott: The Men That Fought at Minden, in: The Journal of the American Military Institute 3 (1939), Bd. 2, P.82f.
8. ↑  Frank McLynn: 1759 – The Year Britain became Master of the World, London 2004, P. 269 f
9. ↑  Kaehler著: 『Minden』、: ベルンハルト・フォン・ポーテン著: 『Handwörterbuch der gesamten Militärwissenschaften』第7巻所収、 Bielefeld/ Leipzig 1879, P. 20
10. ↑  Kriegsgeschichtliche Abteilung: Der Siebenjährige Krieg, Bd. 11, Berlin 1912, P. 26
11. ↑  Kriegsgeschichtliche Abteilung: Der Siebenjährige Krieg, Bd. 11, Berlin 1912, S. 27
12. ↑   Kriegsgeschichtliche Abteilung: Der Siebenjährige Krieg, Bd. 11, Berlin 1912, P. 29
13. ↑  Kriegsgeschichtliche Abteilung: Der Siebenjährige Krieg, Bd. 11, Berlin 1912, P. 30–32
14. ↑  『Die Schlacht bei Minden – Erinnerungsbuch zum 200. Gedenktag der Schlacht bei Minden am 1. August 1959』、 Minden 1959、 P. 34所収、『Die Tradition der Schlacht bei Minden in der englischen Armee』より引用。
15. 1 2  Kriegsgeschichtliche Abteilung: Der Siebenjährige Krieg, Bd. 11, Berlin 1912, P. 32
16. ↑  『Die Tradition der Schlacht bei Minden in der englischen Armee』、『Die Schlacht bei Minden – Erinnerungsbuch zum 200. Gedenktag der Schlacht bei Minden am 1. August 1759』所収、 Minden 1959, P. 35
17. ↑  Frank McLynn: 1759 – The Year Britain became Master of the World, London 2004, P. 275より引用。
18. ↑  Kriegsgeschichtliche Abteilung: Der Siebenjährige Krieg, Bd. 11, Berlin 1912, P. 33f.
19. ↑  Kriegsgeschichtliche Abteilung: Der Siebenjährige Krieg, Bd. 11, Berlin 1912, P. 34
20. 1 2  Kriegsgeschichtliche Abteilung: Der Siebenjährige Krieg. Bd. 11, Berlin 1912, P. 35.
21. ↑  Frank McLynn: 1759 – The Year Britain became Master of the World. London 2004, P. 276 f.
22. ↑  M. Mottin de la Balme: Élements de tactique pour la cavallerie, Paris 1776, P. 105
23. ↑  B. von Linsingen-Gestorff: Aus Hannovers militärischer Vergangenheit, Hannover 1880, P. 100
24. ↑  Kriegsgeschichtliche Abteilung: Der Siebenjährige Krieg, Bd. 11, Berlin 1912, P. 36
25. ↑  B. von Linsingen-Gestorff: Aus Hannovers militärischer Vergangenheit, Hannover 1880, P. 101
26. ↑  Frank McLynn: 1759 – The Year Britain became Master of the World, London 2004, S. 277 f.
27. ↑   Christopher Duffy著: 『The Military Experience in the Age of Reason』、 London 1998、 P. 224より引用。
28. 1 2   Kriegsgeschichtliche Abteilung: Der Siebenjährige Krieg, Bd. 11, Berlin 1912, S. 37
29. ↑  B. von Linsingen-Gestorff: Aus Hannovers militärischer Vergangenheit, Hannover 1880, S. 101
30. ↑  Kriegsgeschichtliche Abteilung: Der Siebenjährige Krieg, Bd. 11, Berlin 1912, P. 37 f.
31. ↑   Frank McLynn: 1759 – The Year Britain became Master of the World, London 2004, P. 277
32. ↑  Kriegsgeschichtliche Abteilung: Der Siebenjährige Krieg, Bd. 11, Berlin 1912, P. 38 f.
33. ↑  Otto-Kurt Laag著、『Graf Wilhelm als Großmeister der Artillerie』、『Die Schlacht bei Minden – Erinnerungsbuch zum 200. Gedenktag der Schlacht bei Minden am 1. August 1959』、 Minden 1959、 P. 89 f所収。
34. ↑  Kriegsgeschichtliche Abteilung: Der Siebenjährige Krieg, Bd. 11, Berlin 1912, S. 39 f.
35. ↑  Kurt Bobbert著:『Die „Action bey Coofeldt“ – Das Gohfelder Gefecht am 1. August 1759 und seine Vorgeschichte』、Amtsheimatverein Löhne編: 『Beiträge zur Heimatkunde des Amtes Löhne』所収。 Löhne 1980。
36. ↑  Kriegsgeschichtliche Abteilung: Der Siebenjährige Krieg, Bd. 11, Berlin 1912, P. 41 f.
37. ↑  Frank McLynn: 1759 – The Year Britain became Master of the World, London 2004, P. 281
38. ↑   ベルンハルト・フォン・ポーテン著: 『Handwörterbuch der gesamten Militärwissenschaften』第8巻、 Leipzig/Bielefeld 1880、 P. 425–427を参照。
39. ↑  Frank McLynn: 1759 – The Year Britain became Master of the World, London 2004, P. 279–283
40. ↑  Olaf Groehler: Die Kriege Friedrichs II., Berlin (Ost) 1981, S. 133
41. ↑   B. von Linsingen-Gestorff: Aus Hannovers militärischer Vergangenheit, Hannover 1880, P. 105
42. ↑  Hans Cramer著: 『Das Denkmal am Wallfahrtsteich』、 『Die Schlacht bei Minden – Erinnerungsbuch zum 200. Gedenktag der Schlacht bei Minden am 1. August 1759』, Minden 1959, P. 30所収。
43. ↑  ミンデンの戦いに関する外部サイト（英語）。2009年1月5日参照。
44. ↑  『Die Tradition der Schlacht bei Minden in der englischen Armee』、『Die Schlacht bei Minden – Erinnerungsbuch zum 200. Gedenktag der Schlacht bei Minden am 1. August 1759』、 Minden 1959, P. 37–39所収
45. ↑  『ハノーファーは勝利し、フランス人は伏す』（インターネットアーカイブに拠る2012年2月15日の記録）